# Köpfchenwurm
Der Köpfchenwurm (Capitella capitata) ist ein kosmopolitischer mariner Ringelwurm aus der Gattung Capitella innerhalb der Vielborster-Familie der Capitellidae.

## Merkmale
Der Köpfchenwurm hat einen langen, recht zerbrechlichen, zylindrischen Körper, der sich an den Enden verjüngt, vorn aber breiter ist und sich erheblich zusammenziehen und ausstrecken kann. Er wird bis zu 12 cm lang und zählt dann etwa 100 Segmente, wovon der Thorax 9 borstentragende Segmente umfasst. Kiemen sind an keinem einzigen Segment zu finden. Das kegelförmige Prostomium ist genauso lang wie breit, hat bauchseitig zwei kleine Augen und dahinter zwei Nuchalorgane.
Die ersten 6 bis 7 Segmente weisen nur kapillarartige Borsten auf, während es am 7. Segment sowohl kapillarartige Borsten als auch Haken gibt und ab dem 8. oder 9. Segment nur Haken vorhanden sind. 
Zwischen dem 8. und dem 9. borstentragenden Segment befindet sich in der Mitte des Rückens eine einzelne Geschlechtsöffnung, die beim Weibchen eine ovale Schwellung und beim Männchen eine Öffnung zwischen vier kräftigen Borsten – Genitalhaken oder Genitalstacheln – ist, die in Form eines diagonalen Kreuzes angeordnet sind. Das Pygidium weist keinerlei Cirren auf.
Das Tier ist rotbraun bis rosa. In Ethanol konservierte Exemplare werden rotbraun bis durchsichtig.

## Verbreitung, Lebensraum und Lebensweise
Capitella capitata ist kosmopolitisch in sämtlichen Weltmeeren verbreitet, so unter anderem in der Nordsee und bis zum Skagerrak und Kattegat.
Der Köpfchenwurm lebt auf schlammreichen sandigen Untergründen, in Schlamm und unter Steinen von der oberen Gezeitenzone bis in 1000 m Meerestiefe.
Er ernährt sich von Detritus, der dem Substrat anhaftet. Die Nahrungspartikel werden mit der ausgestülpten sackartigen Proboscis aufgesammelt.

## Lebenszyklus
Capitella capitata ist getrenntgeschlechtlich mit etwa gleich großen Weibchen und Männchen und äußerer Befruchtung. Innerhalb einer Population an der Küste von Massachusetts, für die genetische Untersuchungen einen gemeinsamen Genpool ergaben, sind zwei unterschiedliche Fortpflanzungsstrategien beobachtet worden: Bei günstigen Umweltbedingungen entwickeln sich aus den Eiern kriechende Jungtiere (benthische Larven), welche die organische Substanz vor Ort günstig ausnutzen können. Bei ungünstigen Bedingungen entwickeln sich dagegen frei schwimmende Trochophora-Larven, die weiter entfernte Lebensräume neu besiedeln können und deshalb nach einem Stadium als Metatrochophora erst später zu kriechenden Würmern metamorphosieren.